# Боднар Микола Миколайович
Боднар Микола Миколайович (29 січня 1972, Могилів-Подільський) — український шахіст, заслужений тренер України, міжнародний майстер, майстер спорту України, суддя національної категорії.

## Життєпис
Закінчив Львівський державний інститут фізичної культури за спеціальністю тренер-викладач з шахів.
Найтитулованіші учні:
- Сергій Федорчук — міжнародний гросмейстер, член збірної України, чемпіон Європи серед юнаків до 14-ти років, багаторазовий чемпіон України серед юнаків різних вікових категорій.

- Ілля Нижник — міжнародний гросмейстер, чемпіон Європи серед юнаків до 12,16-ти років, призер чемпіонату світу серед юнаків до 12-ти років, багаторазовий чемпіон України серед юнаків різних вікових категорій.

- Юлія Швайгер — міжнародний жіночий майстер, призер чемпіонату Європи серед дівчат до 14-ти років, багаторазовий чемпіон України серед дівчат різних вікових категорій.

- Віктор Матвіїшен — майстер ФІДЕ, дворазовий чемпіон Європи серед юнаків до 12-ти років, багаторазовий чемпіон України серед юнаків до 10,12,14-ти років.

- Надія Шпанко — призер чемпіонату Європи серед дівчат до 8,12-ти років, багаторазовий чемпіон України серед дівчат до 8,10,12,14-ти років.

Підготував чемпіонів та призерів чемпіонатів України серед юнаків та дівчат: Євген Щербина, Михайло Дорохін, Тетяна Гриша.